# Гюла Женгелер
Гю́ла Же́нгелер (на унгарски: Zsengellér Gyula; 27 декември 1915, Цеглед, Австро-Унгария — 29 март 1999, Никозия) е унгарски футболист и футболен треньор. Един от най-добрите нападатели в довоенните години в Европа. Бил е участник на Световното първенство по футбол 1938, където става сребърен медалист от първенството, а така също заема второто място в съревнованието на голмайсторите с 6 отбелязани гола. Женгелер е 5 кратен голмайстор №1 в шампионата на Унгария, а по общо количество голове в унгарското първенство със своите (325 гола) занима 6-о място.

## Успехи

### Отборни
- Вицешампион на Световното първенство по футбол 1938
- Шампион на Унгария (4): 1939, 1945 (Весна), 1946, 1947
- Hосител на купа Митропа (1): 1939

### Лични
- Голмайстор №1 в шампионата на Унгария (5): 1938 (31 гола), 1939 (56 гола), 1943 (26 гола), 1944 (33 гола), 1945 (36 гола)
- Футболист на годината на Унгария (1): 1939
- Рекордьор в шампионата на Колумбия по количество голове в един мач: 6 гола
- Голмайстор №2 на Световното първенство по футбол 1938